# Центр посетителей Капитолия США
Центр посетителей Капитолия США — большая подземная часть комплекса Капитолия США, которая вмещает до 4000 посетителей Он расположен ниже восточного фасада Капитолия и площади, между зданием Капитолия и 1-й Ист Стрит. Комплекс занимает 54 000 м2 подземных помещений на трех этажах. Общая стоимость проекта составила 621 миллион долларов.
В Центре посетителей есть несколько залов для встреч и конференций, предназначенных для использования Конгрессом. Новая аудитория Конгресса на 450 мест доступна для членов Конгресса или любой из Палат Конгресса, если их соответствующее помещение недоступно.
Центр посетителей официально открылся 2 декабря 2008 года. Эта дата была выбрана в честь 145-й годовщины установки Статуи Свободы Томаса Кроуфорда на здание Капитолия в 1863 году, которое ознаменовало окончание строительства его купола.

## Планировка
Центр посетителей состоит из трех подземных уровней: вход на уровне балкона, Зал эмансипации (второй) и третий уровень с ограниченным доступом для новых офисов Конгресса и конференц-залов. Строительство Центра посетителей стало наибольшим расширением Капитолия Соединенных Штатов и более чем вдвое увеличило площадь комплекса зданий Капитолия США.
Американский институт архитекторов вручил RTKL Associates Inc. награду за их работу над Центром посетителей Капитолия США. Награда была вручена на церемонии закрытия Недели архитектуры и гала-концерте Design Awards 30 сентября 2010 г. в Вашингтоне.

## История строительства
Строительством ЦВК руководил Архитектор Капитолия. Этот пост занимал Алан Хантман, член Американского института архитекторов, до истечения срока его полномочий 4 февраля 2007 года; Затем строительство продолжил исполняющий обязанности архитектора Капитолия Стивен Т. Эйерс.

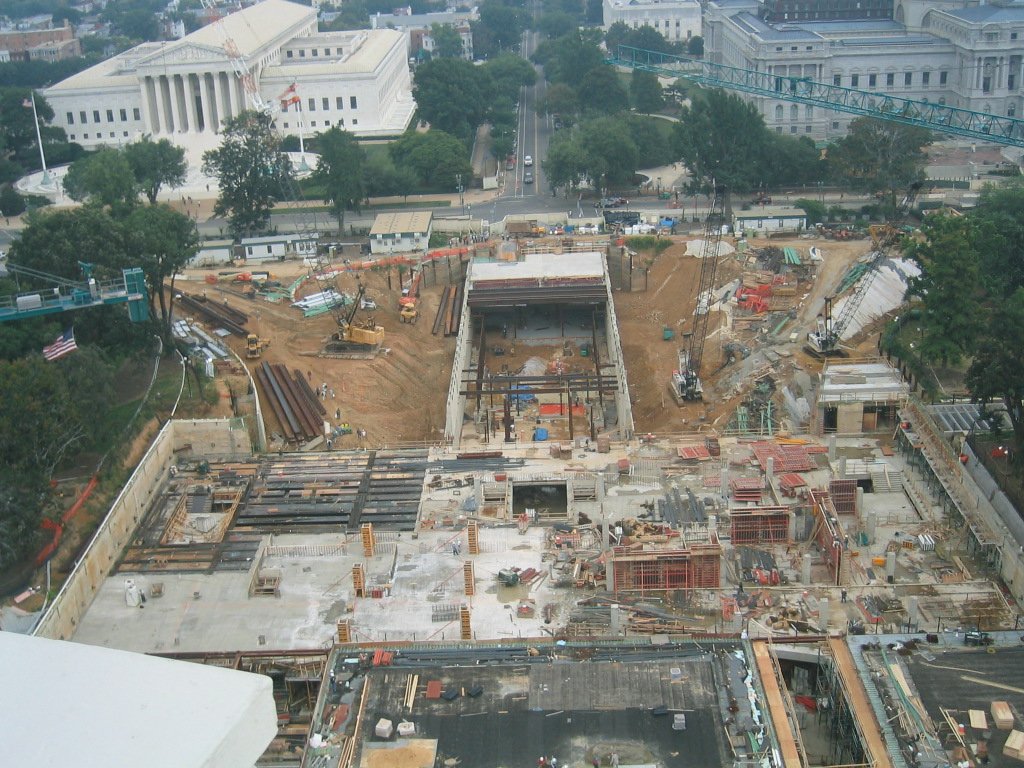
Строительство Центра посетителей в июле 2004 г.

Торжественная закладка фундамента Центра посетителей состоялась 20 июня 2000 г. Хотя первоначально планировалось завершить строительство к январю 2004 г., окончательная дата завершения (не включая пространство для расширения Сената и Палаты представителей) была перенесена на 2 декабря 2008 г. Предложенная стоимость первоначально составляла 71 миллион долларов, но она выросла до 621 миллиона долларов. Центр посетителей вызвал споры из-за превышения бюджета и отставания от графика. На слушаниях по поводу перерасхода средств Центра посетителей Джек Кингстон назвал строительство «памятником правительственной неэффективности, неумелости и чрезмерности».
Первый крупный строительный контракт на сумму почти 100 миллионов долларов был заключен с Balfour Beatty весной 2002 года. Этот контракт включал в себя снос участка, строительство шламовой стены, земляные работы, строительство колонн, установку инженерных коммуникаций, работы с бетоном и конструкционной сталиью, гидроизоляцию и строительство нового служебного туннеля. К июлю 2005 года компания Balfour Beatty Construction завершила все земляные работы и работы по строительству, и настил крыши покрыл всю конструкцию Центра посетителей.
Компания Manhattan Construction Company отвечала за строительство, включая установку электрических, механических и сантехнических систем, координацию с существующими системами здания Капитолия, связь со зданием Капитолия, и завершение строительства надземной площади Ист-Фронт Плаза с соответствующим участком.

## Функции

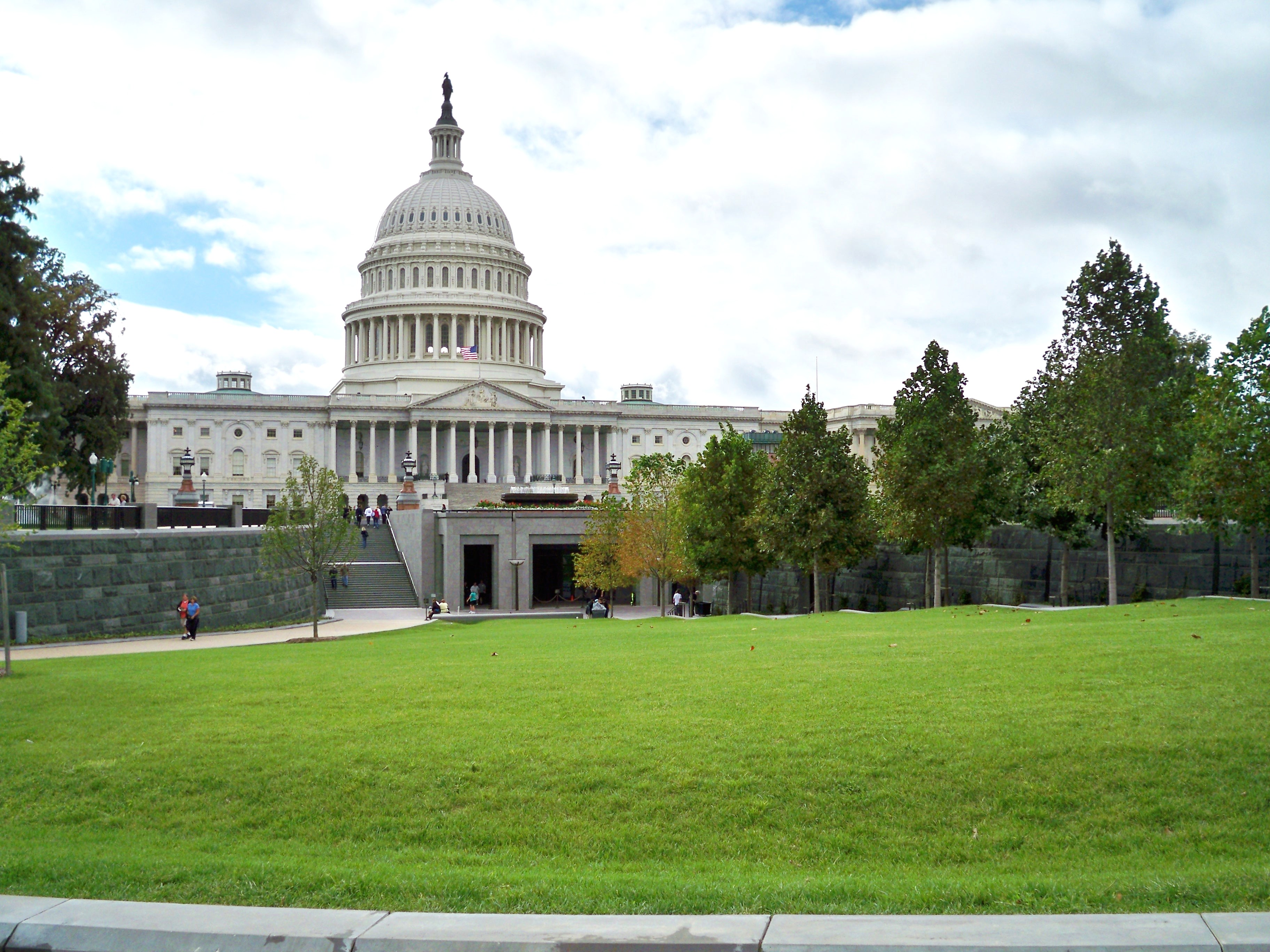
Вход в Центр посетителей

Пространство в основном предназначено для использования в качестве зоны ожидания для посетителей, ожидающих экскурсий по Капитолию. Число ежегодных посетителей Капитолия утроилось с 1 000 000 в 1970 году до почти 3 000 000, и справляться с таким скоплением людей стало проблематично. Ранее посетители должны были стоять в очереди на восточной лестнице Капитолия, иногда доходящей до 1-й Ист Стрит. Это ожидание могло длиться часами при любой погоде. Билеты не были распределены по времени и продавались в порядке живой очереди.
С появлением Центра посетителей у визиторов появилось безопасное, доступное в том числе для маломобильных посетителей место, где они могут дождаться начала туров по Капитолию. Посетители могут свободно исследовать Центр посетителей, в нём есть выставочный зал, два сувенирных магазина и фуд-корт на 530 мест. Посещение Центра посетителей и Капитолия бесплатно. Билеты на экскурсии по Капитолию также бесплатны и доступны онлайн для предварительного заказа.

### Зал освобождения

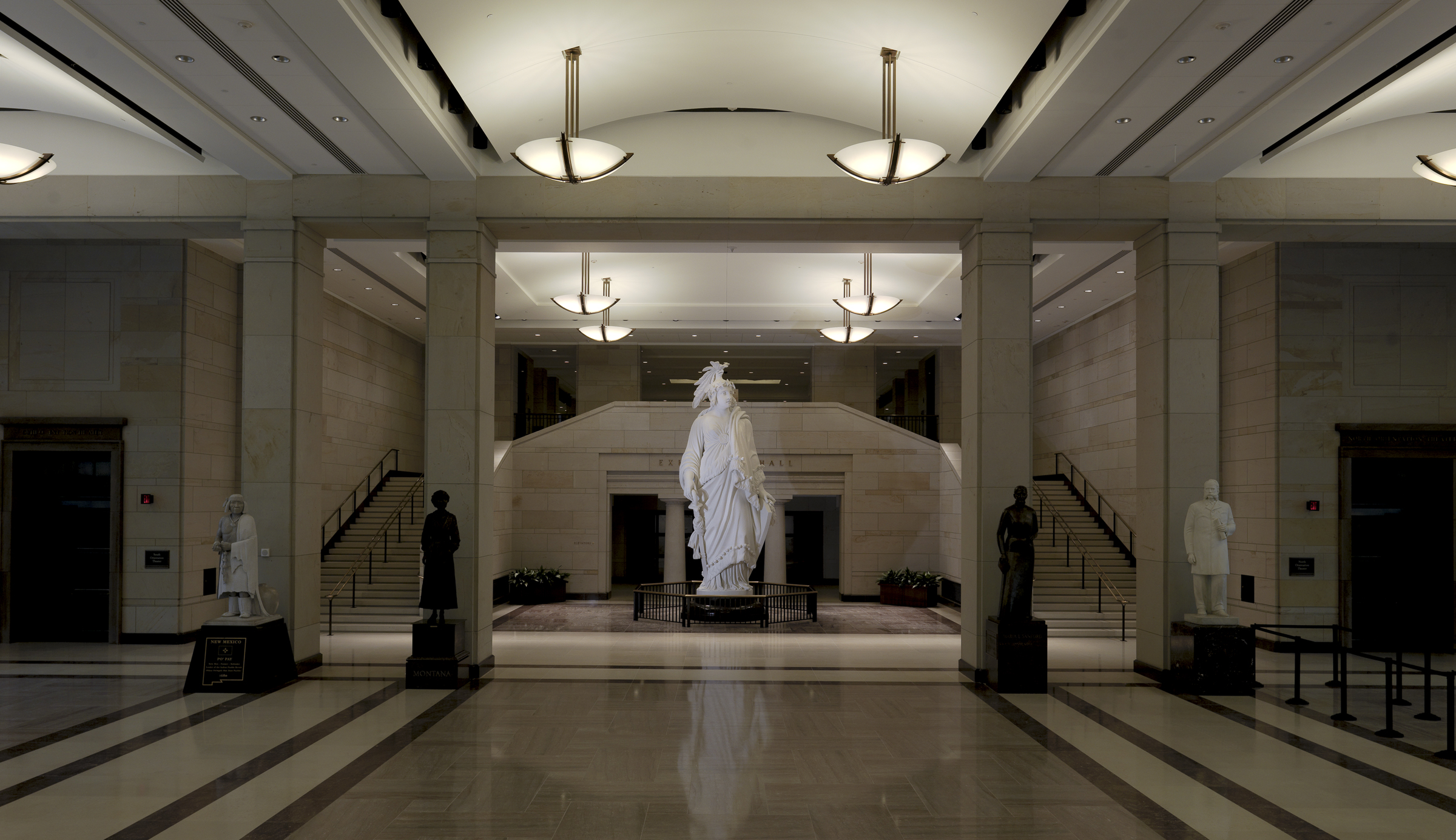
Зал Освобождения в Центре посетителей Капитолия. Гипсовый слепок Статуи Свободы 1857 года находится в центре, по бокам находится лестница, ведущая к самому Капитолию.

Зал Освобождения — это главный зал Центра посетителей, его площадь составляет 1900м2. Первоначально он назывался Большим залом, но название было изменено на Зал Освобождения, когда законопроект, поддержанный конгрессменом Заком Вампом и Джесси Л. Джексоном-младшим, был принят Конгрессом и подписан президентом Джорджем Бушем в январе 2008 года В Зале Освобождения есть два больших мансардных окна, каждое размером 9*21 м, откуда открывается вид на купол Капитолия. Мансардные окна пропускают в зал много естественного света и окружены бассейнами с водой и сидячими местами.
В зале представлен оригинальный гипсовый слепок 1857 года Статуи Свободы - бронзовой статуи, установленной на куполе Капитолия. Он был перенесен в холл из подвальной ротонды офисного здания Сената Рассела, через проспект Конституции от Капитолия, где он размещался с января 1993 года.
В зале также представлены 24 статуи из коллекции Национального скульптурного зала. Полная коллекция состоит из двух статуй из каждого штата. Статуи подарены соответствующими штатами в честь известных жителей. В последние годы все 100 статуй были размещены в Капитолии, многие — в Скульптурном зале . Это привело к переполнению помещений, и перемещение некоторых из них в Зал Освобождения позволило освободить пространство. По словам исполняющего обязанности архитектора Капитолия Стивена Т. Эйерса, в Зал Освобождения в первую очередь перемещали новые статуи в экспозиции.
28 апреля 2009 г. в Зале эмансипации был представлен бюст Соджорнер Трут.

### Выставочный зал

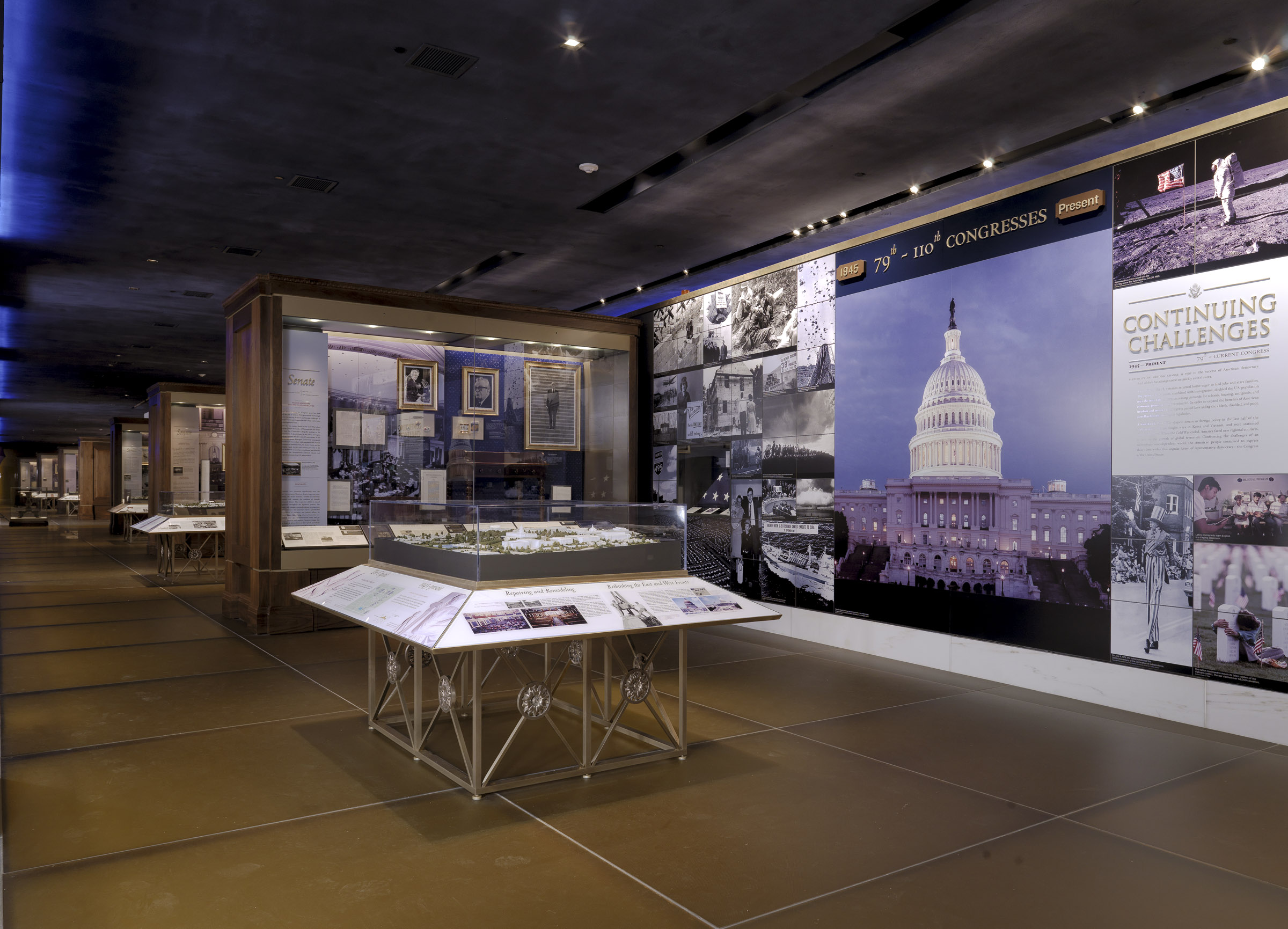
Раздел выставочного зала, посвященный периоду с 1945 г. по настоящее время.

В выставочном зале размещена полиуретановая модель купола Капитолия. Зал ограничен парой изогнутых мраморных стен, на которых располагаются экспонаты и интерактивные сенсорные дисплеи. В коллекцию включены документы, подписанные Джорджем Вашингтоном и Авраамом Линкольном. Шесть масштабных моделей всего Капитолия иллюстрируют, как здание расширялось с течением времени. В двух нишах за пределами главного выставочного зала установлены большие телевизоры, на которых зрители могут смотреть прямые трансляции заседаний Палаты представителей и Сената. В третьей нише, расположенной за моделью купола Капитолия, находится катафалк Линкольна, который ранее выставлялся в подвале под криптой.
Рядом с Залом Освобождения есть два сувенирных магазина, один в северной части Зала и один в южной части. Они заменяют единственный сувенирный магазин, ранее находившийся в крипте Капитолия.
Центр посетителей включает в себя фуд-корт на 530 мест, который должен уменьшить заполненность столовых в офисных зданиях Конгресса .

#### Служебные пространства
Ряд тоннелей был построен в рамках проекта. Первый — тоннель длиной 300 м для обслуживания грузовых автомобилей, въезд в который расположен севернее проспекта Конституции возле подземного гаража Сената. Его цель — облегчить движение на площади и повысить безопасность, проверяя грузовики доставки и обслуживания на безопасном расстоянии от самого Капитолия. Второй тоннель был построен для соединения Центра с Библиотекой Конгресса.

## Критика

### Расходы
Высокая стоимость строительства Центра посетителей Капитолия была постоянным источником споров по поводу проекта. Журнал Time прогнозировал общую стоимость около 600 миллионов долларов. Критики назвали его три аудитории, крупнейший кафетерий в Вашингтоне и туннель, соединяющий Центр посетителей Капитолия с Библиотекой Конгресса, символом перерасхода средств на федеральном уровне и в Конгрессе.

### Религиозная критика
Помимо разногласий, связанных с неоднократными задержками и перерасходом средств, республиканцы раскритиковали центр за недостаточное освещение американского религиозного наследия. Сенатор Джим ДеМинт из Южной Каролины заявил, что Центр посетителей не «чтит должным образом наше религиозное наследие, сыгравшее решающую роль в успехе Америки». Бывший спикер палаты представителей Ньют Гингрич подал петицию, призывающую к более заметному признанию религии в центре. Во время строительства в Центре посетителей размещалась табличка, на которой в качестве национального девиза был помещен «E Pluribus Unum» — традиционно используемый, но не официальный девиз Соединенных Штатов. Впоследствии изменён на официальный девиз «Мы верим в Бога». Некоторые из этих разногласий были кратко рассмотрены Бет Племмонс, главным исполнительным директором по обслуживанию посетителей Центра посетителей Капитолия, во время её показаний 16 мая 2018 года на слушаниях в Комитете по администрированию Палаты представителей Палаты представителей США